# Clinchamps-sur-Orne
Clinchamps-sur-Orne est une ancienne commune française, située dans le département du Calvados en région Normandie, devenue le 1er janvier 2017 une commune déléguée au sein de la commune nouvelle de Laize-Clinchamps.
Clinchamps-sur-Orne est peuplée de 1 337 habitants.

## Géographie
La commune est située à 12 km de Caen. L'Orne marque la limite nord de la commune.
| Amayé-sur-Orne | Feuguerolles-Bully  | May-sur-Orne   |
| Mutrécy        | Clinchamps-sur-Orne | Laize-la-Ville |
| Mutrécy        | Boulon              | Boulon         |

## Toponymie
Le terme est attesté sous la forme Clinchamps en 1082.
Il s'agit d'une formation toponymique médiévale en -champ au sens d'« étendue propre à la culture », précédé de l'adjectif d'oïl (en)clin, forme ancienne d’incliné, d'où le sens global de « champ(s) en pente, incliné(s) ».
Homonymie avec Clinchamps (Mesnil-Clinchamps) (Calvados).

## Politique et administration
| Période                                  | Période | Identité         | Étiquette | Qualité                                                             |
| ---------------------------------------- | --- | ---------------- | --------- | ------------------------------------------------------------------- |
| Les données manquantes sont à compléter. | |                  |           |                                                                     |
| 1955                                     | | Aymar d'Aigneaux |           | Agriculteur                                                         |
| 1965                                     | 1990 | Albert Bourbon   | MRP       |                                                                     |
| 1990                                     | Décembre 2016 (31.12.2016, par suite à l'intercommunalité des communes de Laize-la-Ville et de Clinchamps-sur-Orne) | Hubert Picard    | SE        | Agriculteur Président de la CC de la Vallée de l'Orne (2011 → 2016) |

| Période                                  | Période  | Identité      | Étiquette | Qualité                                                                 |
| ---------------------------------------- | -------- | ------------- | --------- | ----------------------------------------------------------------------- |
| Janvier 2017                             | En cours | Hubert Picard | SE        | Agriculteur Président de la CC Vallées de l'Orne et de l'Odon (2020 → ) |
| Les données manquantes sont à compléter. |          |               |           |                                                                         |

## Démographie
L'évolution du nombre d'habitants est connue à travers les recensements de la population effectués dans la commune depuis 1793. À partir du 1er janvier 2009, les populations légales des communes sont publiées annuellement dans le cadre d'un recensement qui repose désormais sur une collecte d'information annuelle, concernant successivement tous les territoires communaux au cours d'une période de cinq ans. 
Pour les communes de moins de 10 000 habitants, une enquête de recensement portant sur toute la population est réalisée tous les cinq ans, les populations légales des années intermédiaires étant quant à elles estimées par interpolation ou extrapolation. Pour la commune, le premier recensement exhaustif entrant dans le cadre du nouveau dispositif a été réalisé en 2006,.
En 2021, la commune comptait 1 337 habitants, en évolution de +14,96 % par rapport à 2015 (Calvados : +1,58 %, France hors Mayotte : +2,49 %).
| 1793 | 1800 | 1806 | 1821 | 1831 | 1836 | 1841 | 1846 | 1851 |
| ---- | ---- | ---- | ---- | ---- | ---- | ---- | ---- | ---- |
| 705  | 753  | 814  | 900  | 912  | 832  | 765  | 717  | 745  |

| 1856 | 1861 | 1866 | 1872 | 1876 | 1881 | 1886 | 1891 | 1896 |
| ---- | ---- | ---- | ---- | ---- | ---- | ---- | ---- | ---- |
| 703  | 728  | 667  | 646  | 680  | 667  | 615  | 570  | 526  |

| 1901 | 1906 | 1911 | 1921 | 1926 | 1931 | 1936 | 1946 | 1954 |
| ---- | ---- | ---- | ---- | ---- | ---- | ---- | ---- | ---- |
| 571  | 502  | 502  | 438  | 427  | 376  | 374  | 478  | 467  |

| 1962 | 1968 | 1975 | 1982 | 1990 | 1999 | 2006  | 2011  | 2016  |
| ---- | ---- | ---- | ---- | ---- | ---- | ----- | ----- | ----- |
| 493  | 532  | 523  | 618  | 804  | 969  | 1 010 | 1 098 | 1 195 |

| 2019  | - | - | - | - | - | - | - | - |
| ----- | - | - | - | - | - | - | - | - |
| 1 276 | - | - | - | - | - | - | - | - |

Les habitants (gentilé) sont les Clinchampois.

## Culture locale et patrimoine

### Lieux et monuments
- Église Notre-Dame, édifiée à la fin du XIe siècle, au XIVe siècle et au XIXe siècle. Sa tour du XIIe siècle fait l’objet d’une inscription au titre des monuments historiques depuis le 4 octobre 1932[8].
- Le vélorail du Pont du Coudray en face de l'ancienne gare de Mutrécy sur l'ancienne ligne de Caen à Cerisy-Belle-Étoile.
- Beaucoup de rues du village ont été reconstruites après guerre. La rue de l'église en 1920 a été détruite et reconstruite et est devenue un parking devant un bar. Le bâtiment abritant la poste a été détruit.
- Une ancienne boucherie était placée juste en face de la place, vers les années 1970, mais elle n'existe plus.
- L'ancien couvent dans la rue Léonard Gilles regroupe maintenant plusieurs maisons.
- Le château de Clinchamps est aujourd'hui un gîte de France. Il a été restauré dans les années 1990. Annie Ernaux y fut monitrice durant l'été 1959 (selon Mémoire de fille).
- Une épicerie-mercerie à l'entrée du village a, elle aussi, disparu. Détruite, elle n'a pas été reconstruite.
- L'ancienne chaudronnerie se trouvait dans la rue du village. Elle est maintenant une maison d'habitation.
- Le calvaire avec le Christ représenté seul en croix, érigé en 1882, est situé entre la rue du Calvaire et la rue des Ramées.
- La statue de saint Joseph portant l'enfant Jésus au bout de la rue Chemin-des-Ruelles.
- L'oratoire de la Vierge dite la grotte de Clinchamps se situe sur la route départementale 41[9].
- La statue du Sacré-Cœur érigée en 1945 à l'intersection de la route de Percouville, le chemin de Val et le chemin du Gué Romain au lieu-dit Percouville.
- Le monument aux morts des deux guerres mondiales devant l'église.
- Le lavoir principal entre la rue du Ruisseau et la route départementale 41.
- Le lavoir du chemin des Boutières.

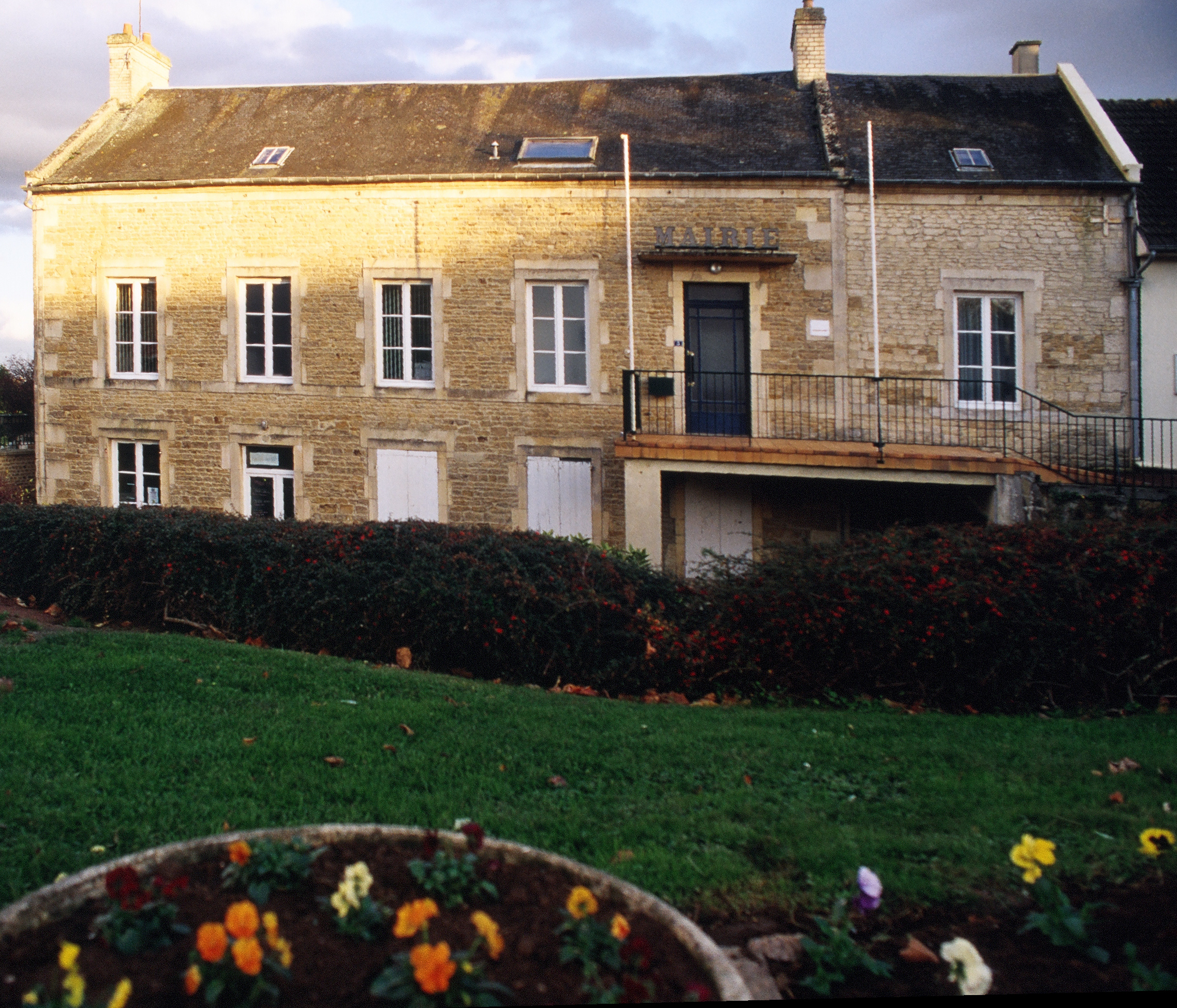
La mairie.
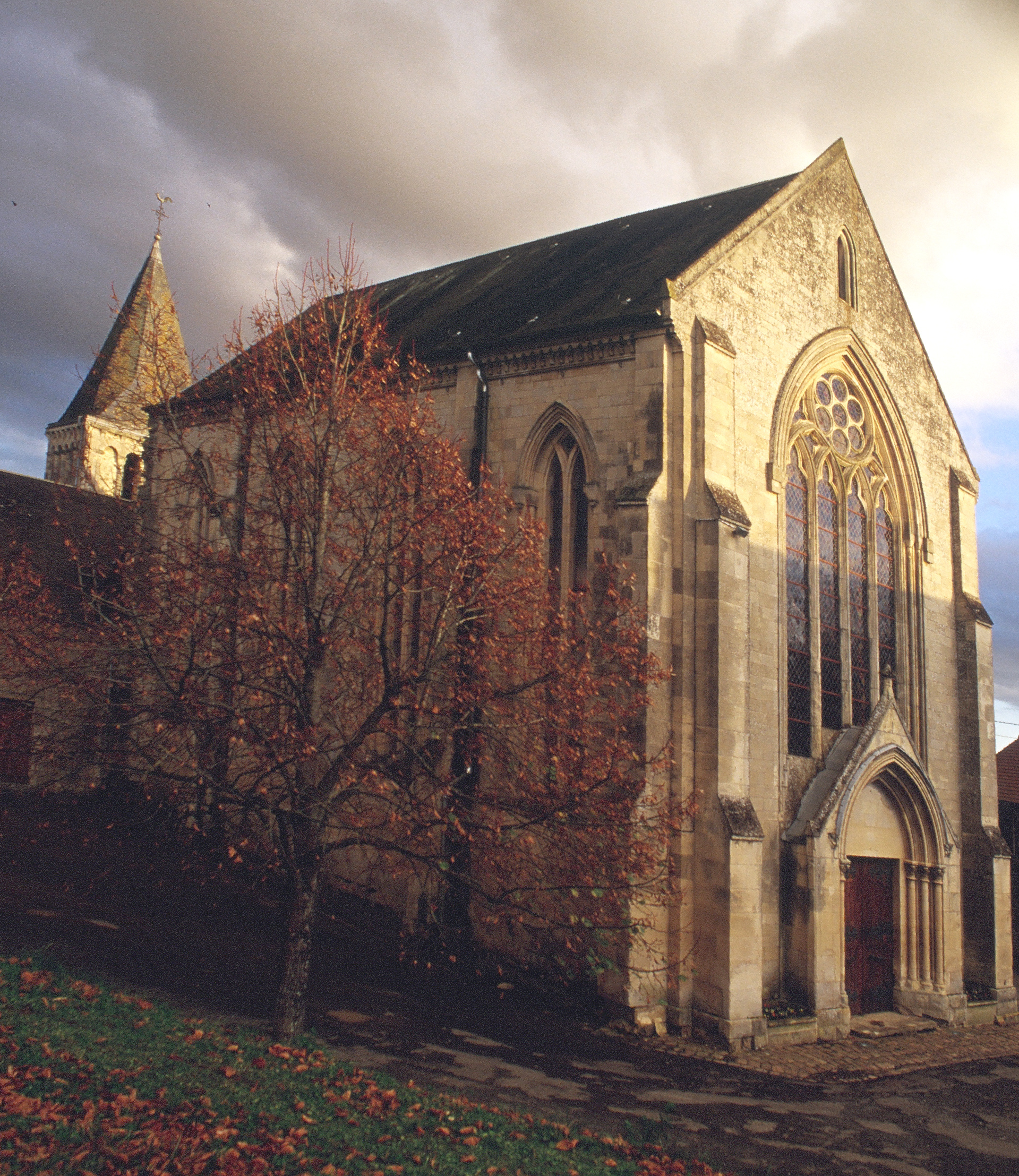
L'église Notre-Dame.
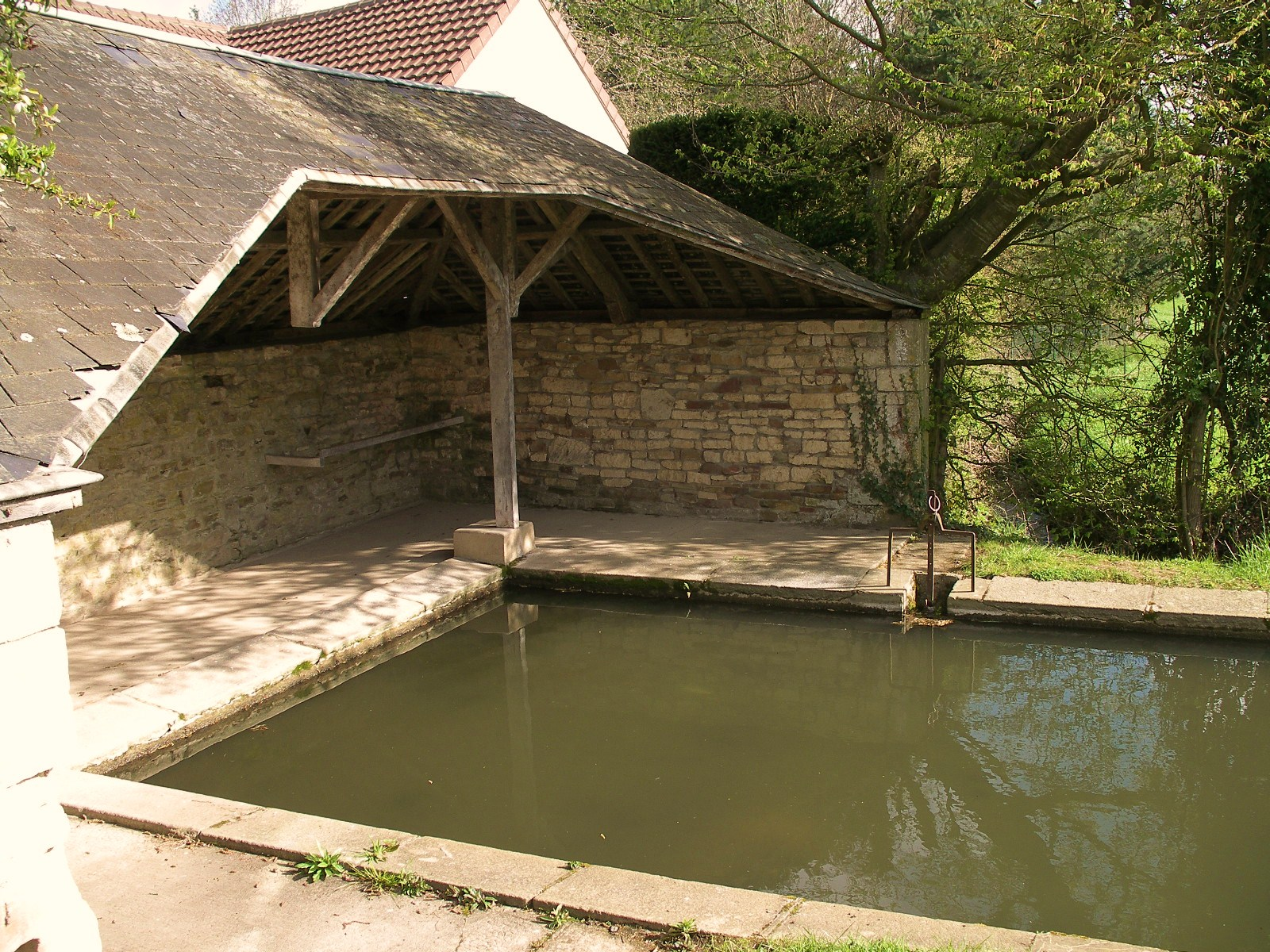
Le lavoir principal.
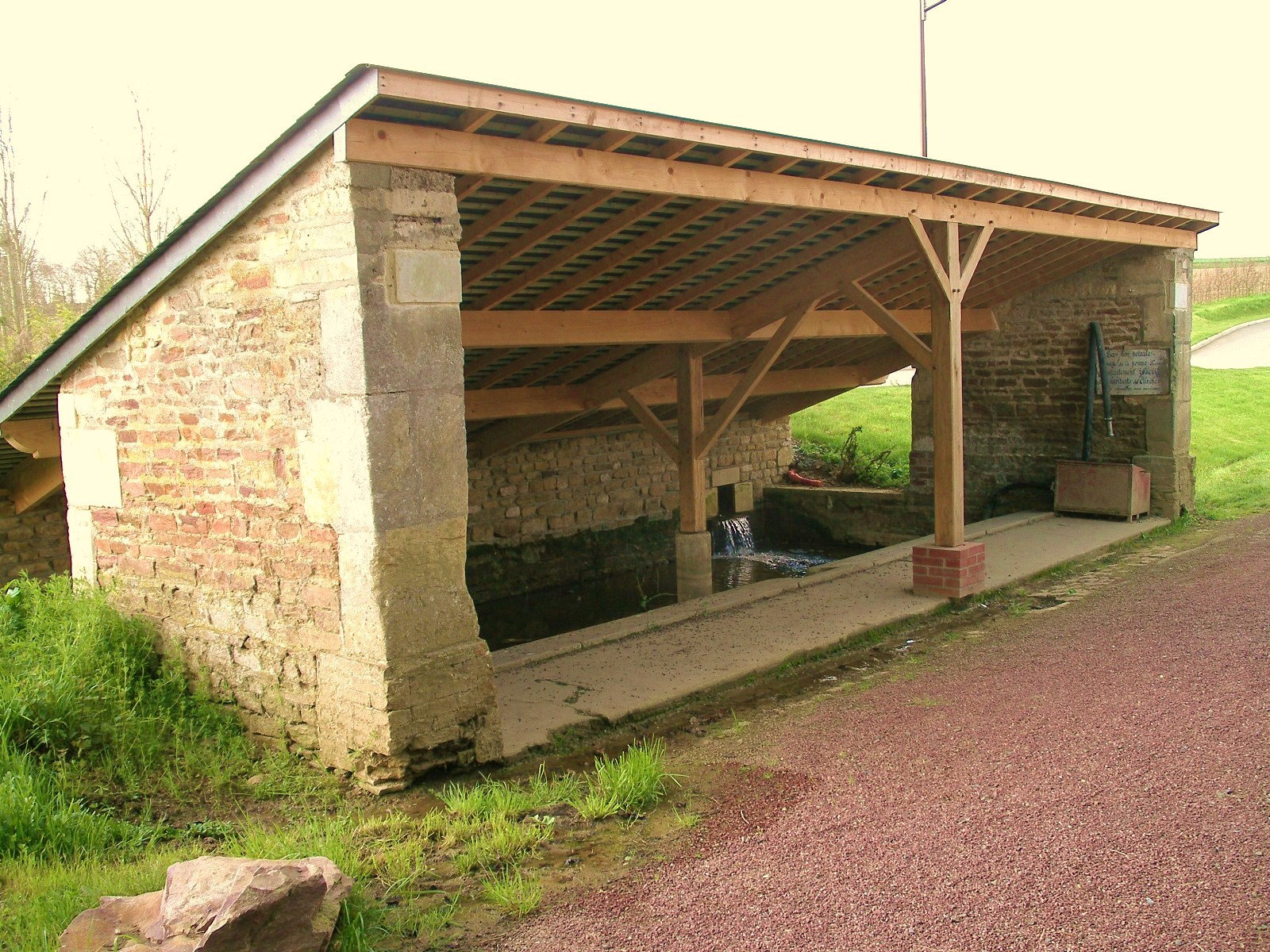
Le lavoir du chemin des Boutières.